# Mennyi még, Béla!?
A Mennyi még, Béla!? a Republic stúdióalbuma 2002-ből.
A címben szereplő kérdést az együttes tagjai az utazások során szokták feltenni a turnébuszban a zenekari főmunkatársnak, Habarits „Éljen” Bélának (1957. január 7. – 2014. január 25.) (a borítón is az látható, hogy Béla és Mátthé László „Brúnó” elöl ülnek a mikrobuszban, a visszapillantó tükörben pedig látszanak a hátul ülő zenészek), vagyis azt jelenti, mennyi a hátralévő út. A borító hátoldalán szerepelt az erre adott szokásos válasz: „…még egy húszas” (vagyis még 20 kilométer).

## Dalok
1. Angyal a földön (instrumentális) (Boros Csaba)
2. Nagy baj van, hol a szívem (Cipő)
3. A szó az első (Bódi László)
4. Szeretem, mert… (Boros Csaba–Bódi László)
5. Adtál elém sáros útat… (Tóth Zoltán)
6. A legszebb évem (Patai Tamás–Bódi László)
7. Kirúgjuk magunk alól a Földet  (Bódi László)
8. Selam maana (Tóth Zoltán)
9. Legyen Neked Karácsony! (Boros Csaba–Bódi László)
10. A tested meghagyom (Tóth Zoltán)
11. Lesz-e még, aki trombitál? (Bódi László)
12. Ó kedves aszkéta! (Tóth Zoltán)
13. Kedves Barátom (Boros Csaba–Bódi László)
14. Egyetlen valóság (Tóth Zoltán)

## Közreműködtek
- Tóth Zoltán – Fender Telecaster gitár, A90 Roland Master keyboard, zongora, ének, vokál
- Patai Tamás – Fender Stratocaster gitár, akusztikus gitár, vokál
- Nagy László Attila – Premier dobok, ütőhangszerek
- Boros Csaba – Rickenbacker 4001 basszusgitár, zongora, vokál
- „Cipő” – ének, zongora, vokál
- Szabó András – hegedű
- Antall István – ének
- Gulyás Ferenc – tekerőlant, tambura, vokál
- Habarits „Éljen” Béla – vokál
- Halász Judit – próza
- Pál Krisztina – cselló
- Puskás Csaba – trombita
- Tabányi Mihály – tangóharmonika

## Videóklipek
- Nagy baj van, hol szívem
- Egyetlen valóság

## Toplistás szereplése
Az album 27 hetet töltött a Mahasz Top 40-es eladási listáján, legjobb helyezése 2. volt.

## Díjak, jelölések
- Arany Zsiráf 2003 – Az év hazai rock albuma – jelölés